# Quatschbier
Als Quatschbier wurde in Preußen bis ins 17. Jahrhundert eine Zubereitungsform der Biersuppe bezeichnet.
Warme Biersuppe war im deutschen Sprachraum vor allem auf dem Lande bis weit in das 19. Jahrhundert hinein ein häufiges Frühstück für Erwachsene wie für Kinder, wobei Dünnbier verwendet wurde; sie wurde erst dann allmählich durch die neue Mode verdrängt, morgens Kaffee zu trinken und dazu Brot zu essen. Vor der Einführung des Kaffees, aber auch noch danach, wurde die Biersuppe von allen Schichten gegessen, auch vom Adel. Bier galt als nahrhaftes und stärkendes Lebensmittel.
Für das Quatschbier wurden vor allem im Winter Äpfel über dem Feuer erhitzt, bis sie eine weiche, matschige Konsistenz aufwiesen. Die gebratenen Äpfel wurden ins Bier gegeben und zerdrückt (zerquetscht). Zusätzlich wurden Zucker und verschiedene Gewürze untergerührt.
Die Bezeichnung Quatschbier bezieht sich dabei auf Quatsch im Sinne von breiartige Masse, breiiger Matsch bzw. auf das Geräusch beim Zerquetschen der Äpfel.